# Vera Michallek
Vera Michallek, z domu Steiert (ur. 6 listopada 1958 w Lindau) – niemiecka lekkoatletka, biegaczka średniodystansowa i długodystansowa, srebrna medalistka halowych mistrzostw Europy (1988) w biegu na 800 m, olimpijka z Seulu (1988). Do czasu zjednoczenia Niemiec reprezentowała RFN.

## Kariera sportowa
Specjalizowała się w biegach na średnich i długich dystansach. Zdobyła srebrny medal w biegu na 3000 m na halowych mistrzostwach Europy w 1988 w Budapeszcie, przegrywając na finiszu z holenderką Elly van Hulst.
W latach 1979 i 1980 halową wicemistrzynią Niemiec na dystansie 1500 m, a w latach 1980 i 1981 została wicemistrzynią Niemiec na otwartym stadionie na dystansach 1500 i 3000 m. We wrześniu 1981 wyszła za mąż za studenta szkoły sportowej Andreasa Michalleka, który od tamtej pory ją trenował.
W 1982 zajęła 4. miejsce w biegu na 3000 m podczas Halowych Mistrzostw Europy. W następnym roku (1983) ponownie została wicemistrzynią Niemiec w biegu na 1500 m. Podczas Mistrzostw Świata w Helsinkach w 1983 odpadła już w rundzie kwalifikacyjnej na 3000 m, a na Halowych Mistrzostwach Europy ponownie zajęła 4. miejsce na tym samym dystansie. W 1984 została wicemistrzynią Niemiec w biegu na 3000 m i zdobyła mistrzostwo Niemiec w biegu ulicznym na 25 km.
W 1986 została halową mistrzynią Niemiec na dystansie 1500 m i wicemistrzynią Niemiec na stadionie. Na Mistrzostwach Europy w 1986 odpadła w rundzie kwalifikacyjnej na 1500 m i zajęła 10. miejsce w biegu na 3000 metrów. Pod koniec roku wygrała Bieg Noworoczny w Bolzano. W 1987 obroniła tytuł mistrzyni halowej na dystansie 1500 m, zajęła 4. miejsce na dystansie 3000 m podczas Halowych Mistrzostw Europy w Liévin i została mistrzynią Niemiec w biegach przełajowych na krótkim dystansie. Na Mistrzostwach Świata w Rzymie odpadła w rundzie kwalifikacyjnej na 1500 m i zajęła 11. miejsce w biegu na 3000 metrów. Jesienią wygrała bieg uliczny w Griesheim.
W 1988 została halową mistrzynią Niemiec w biegu na 3000 m. Została mistrzynią Niemiec na dystansach 1500 i 3000 m, jednak na Igrzyskach Olimpijskich w Seulu odpadła już w rundzie wstępnej na obu dystansach.
W 1989 została halową mistrzynią Niemiec na dystansie 1500 i 3000 m, a także zajęła 4. miejsce w dystansie 3000 m podczas halowych mistrzostw świata w Budapeszcie. W 1990 po raz drugi została mistrzynią Niemiec na dystansie 1500 m, a w 1993 roku zajęła 3. miejsce w biegu ulicznym w Griesheim.
Vera Michallek początkowo występowała w klubie ASV Köln, od 1983 w SC Eintracht Hamm, a od 1986 w LG Frankfurt. Obecnie jest menadżerem około 30 sportowców, w tym: Roberta Hartinga, Vereny Sailer, Tatjany Pinto, Shanice Craft i Betty Heidler.

## Rekordy życiowe
źródło:
- bieg na 800 m – 2:02,9 s (3 sierpnia 1984, Menden)
- bieg na 1500 m – 4:04,29 s (17 sierpnia 1986, Kolonia)
- bieg na 1500 m (hala) – 4:06,61 s (31 stycznia 1988, Stuttgart)
- bieg na 1 milę – 4:32,12 s (9 czerwca 1988, Bratysława)
- bieg na 1 milę (hala) – 4:28,29 s (5 lutego 1988, Sindelfingen)
- bieg na 3000 m – 8:47,62 s (5 czerwca 1988, Sztokholm)
- bieg na 3000 m (hala) – 8:46,97 s (6 marca 1988, Budapeszt)
- bieg na 5000 m – 15:41,68 s (12 września 1986, Gelnhausen)
- bieg na 10 000 m – 34:08,0 s (5 kwietnia 1986, Albufeira)
- półmaraton – 1:14:47 s (17 listopada 1993, Griesheim)
- bieg uliczny 25 km – 1:28:32 s (18 listopada 1987, Griesheim)